# 蘆山廣福寺大殿
蘆山廣福寺大殿，原位於四川省蘆山縣中共蘆山縣委內，俗呼為下寺，以静智寺為上寺，明代建築，民國28年（1939年）10月19日-10月24日，劉敦楨曾到該寺調查，1951年3月25日殿中塑像被砸毀，1990年代寺廟被拆除，殘餘構件被遷建到佛圖山。2007年6月1日公佈為四川省第七批文物保護單位。

## 文存[6]
修廣福寺碑

釋氏之教粤自兠率天中降神於西域其名曰佛前人謂為西方聖人信然蘆唐封開明王城北三十歩許，有古廣福寺，因宋遷治大渡，基址存於草莾，今復城堞南遷，朝賀拜祝，静智隔江未便，僧妙鎧白於邑長，剪荆𣗥，除莾穢，鳩工遴材正殿門廡完偹欲作西方漂海景無有工於塑者俄焉而西方囬僧師弟欣然任之，始和坭未敷，一夕大雪，而囬僧渺渺不見其面，及視寳壁而刻盡晝已成觀音大士，飄飄如在海中，龍宫波濤，鳥獸如生，宛若目覩普陀之勝槩者，異哉，其神也無何，妙鎧中道圓寂，天順乙酉卭之九鼎山苦行禅僧𨵿證為天全二招討所慕，以禮𦖳迎飛錫過此覩其功德未就，遂𤼵大誓願守禦竹所公昌暨縣尹張公敏信慕傾貲黝堊丹𣸷金装妙彩色相巍然，由是上以慶祝聖天子，下以澤被一方，民其福之廣者未可一二僕数也，如妙鎧以及囬僧禅僧或亦同，自兠率降者乎何其佛力人縁之畢就耶，邑中之觀瞻已具𣱵鞏皇圖於無疆是又在佛子之靈廣其所當廣者乎，因序其施財助工者之姓名於碑隂，而為之記云
 — 明蘆山縣儒學教諭丁卯舉人新淦潘邃
廣福寺藏經楼記

佛書之入中國由來久矣，然其𥘉竟四十二章耳，厥後盛於姚秦，熾於梁，大備於唐，吾中國之人日益敬信，而巷帙之繁幾與吾儒書相等，縉紳學士且靡然舍已學以從之，而其徒復侈大其事鳩土木以為之宫餙丹堊以為之桷誦焉則有拜跪起立之科儀𣑽焉則抑揚高下之節奏而又加什襲以尊之宣鐘鼓以導之其所以崇奉之者無不至亦由彼教中維持振作之有其人也，蘆邑之南街舊有廣福寺者，創自故明年間，為歴來祝厘之所，雖踵事增華不一而足，然兵燹之餘，頺垣敗壁鞠為豊豐草舉鹿苑鷄園之地將變為樵蘇芻牧之塲，今上御極之有十一年歳在壬子，寺僧隠㣲慮佛經之散軼而莫能傳也，闢地誅茅，大興工作，曾不期月而藏經之楼峙焉，継而其徒如清陸續修葺，凢楼前大雄天王接引等殿以迄山門，並両翼之伽藍祖師諸堂，莫不沿故鼎新因毀成妍與藏經之楼並昭輪奐若両僧者始可以告成功於諸佛矣，尤恐以居者之𨓜，漸忘乎作者之勞丐，予誌其因縁勒之貞石，以埀不朽
 — 大清知蘆山事羅之熊字子濵

## 圖像

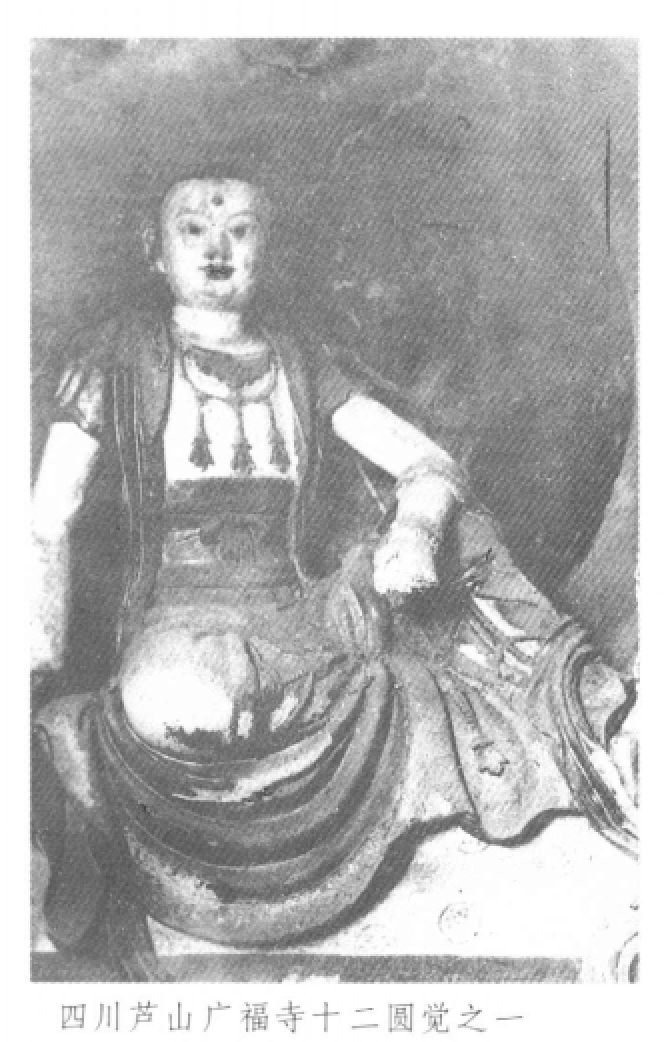
四川蘆山廣福寺十二圓覺之一
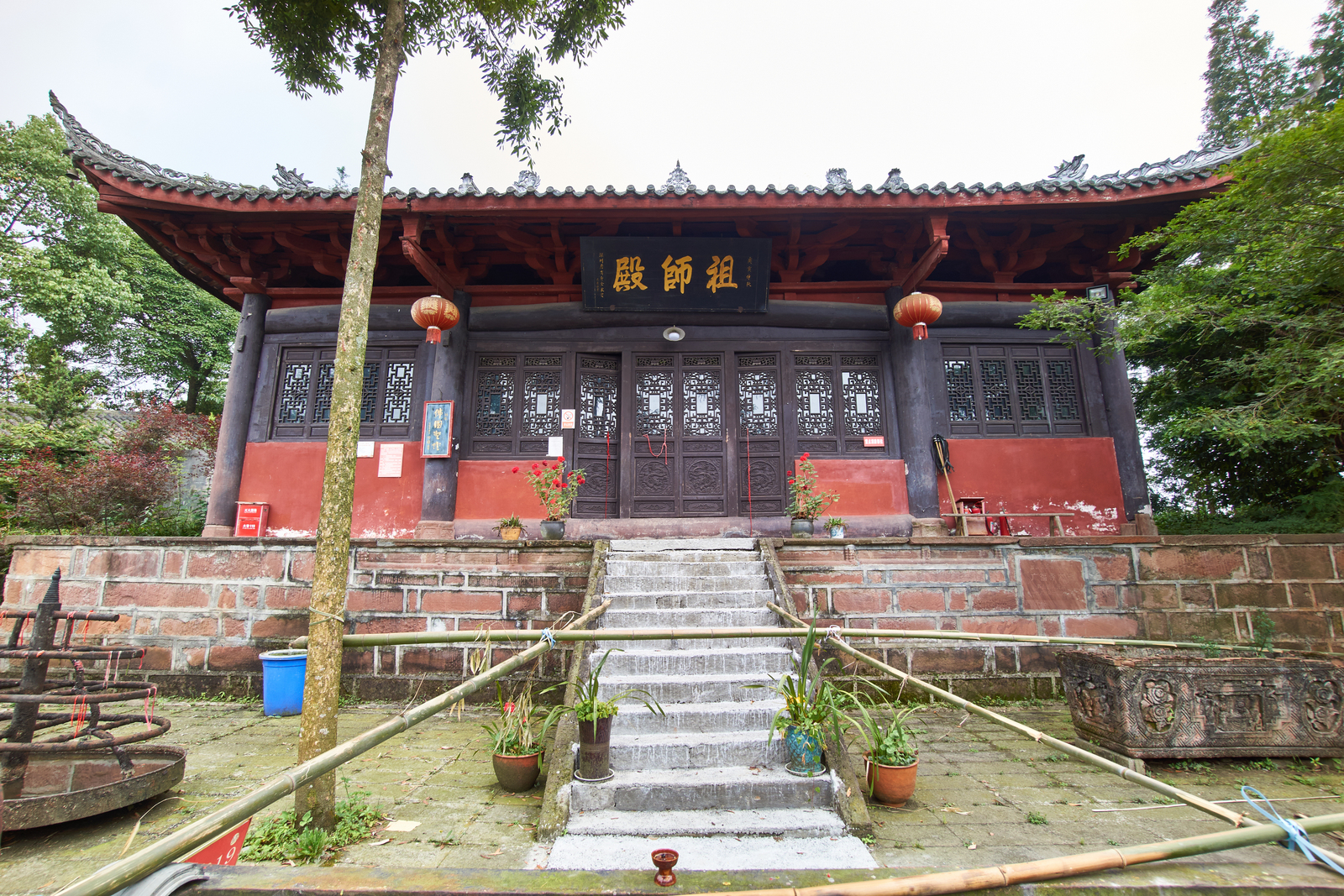
蘆山廣福寺大殿
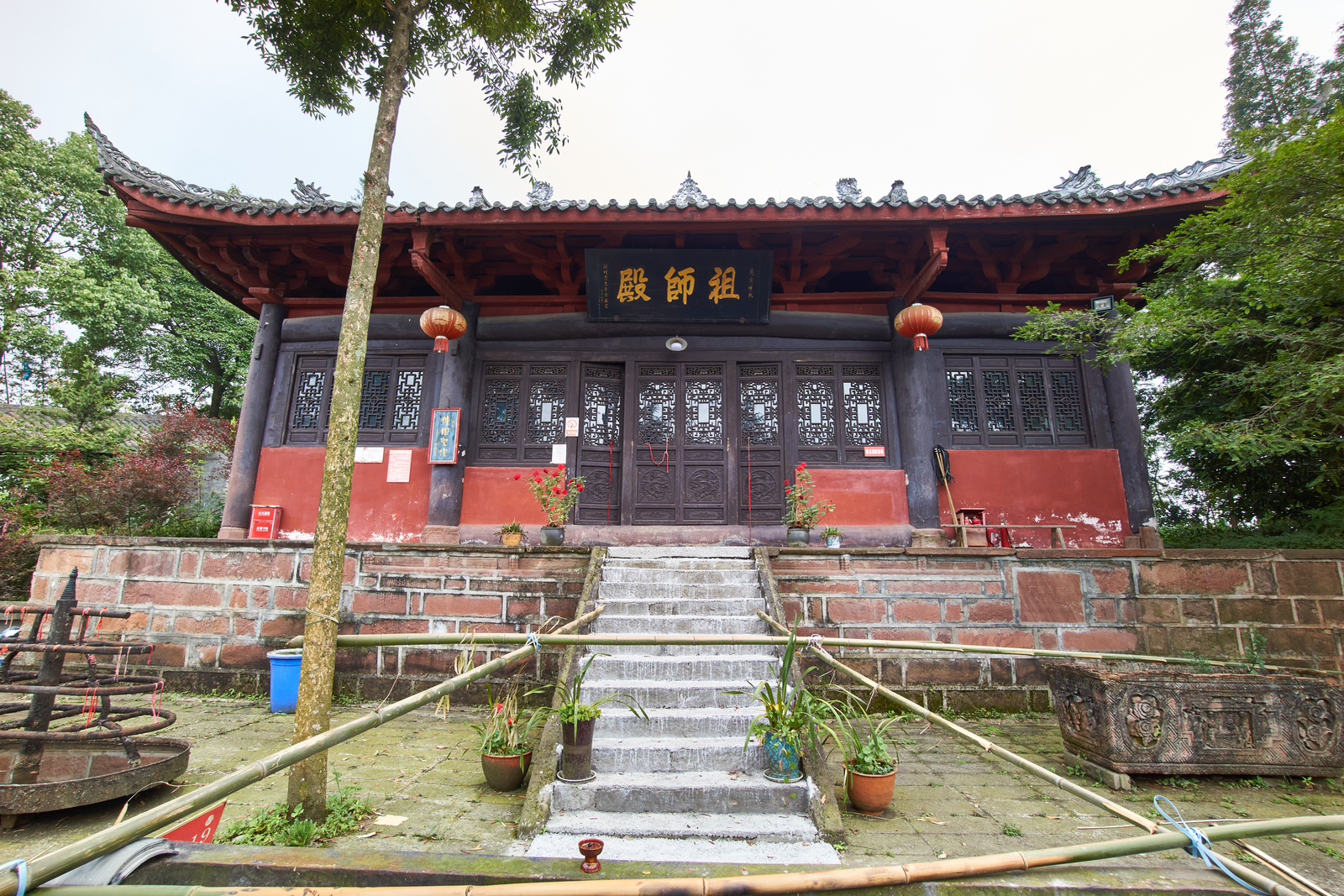
蘆山廣福寺大殿
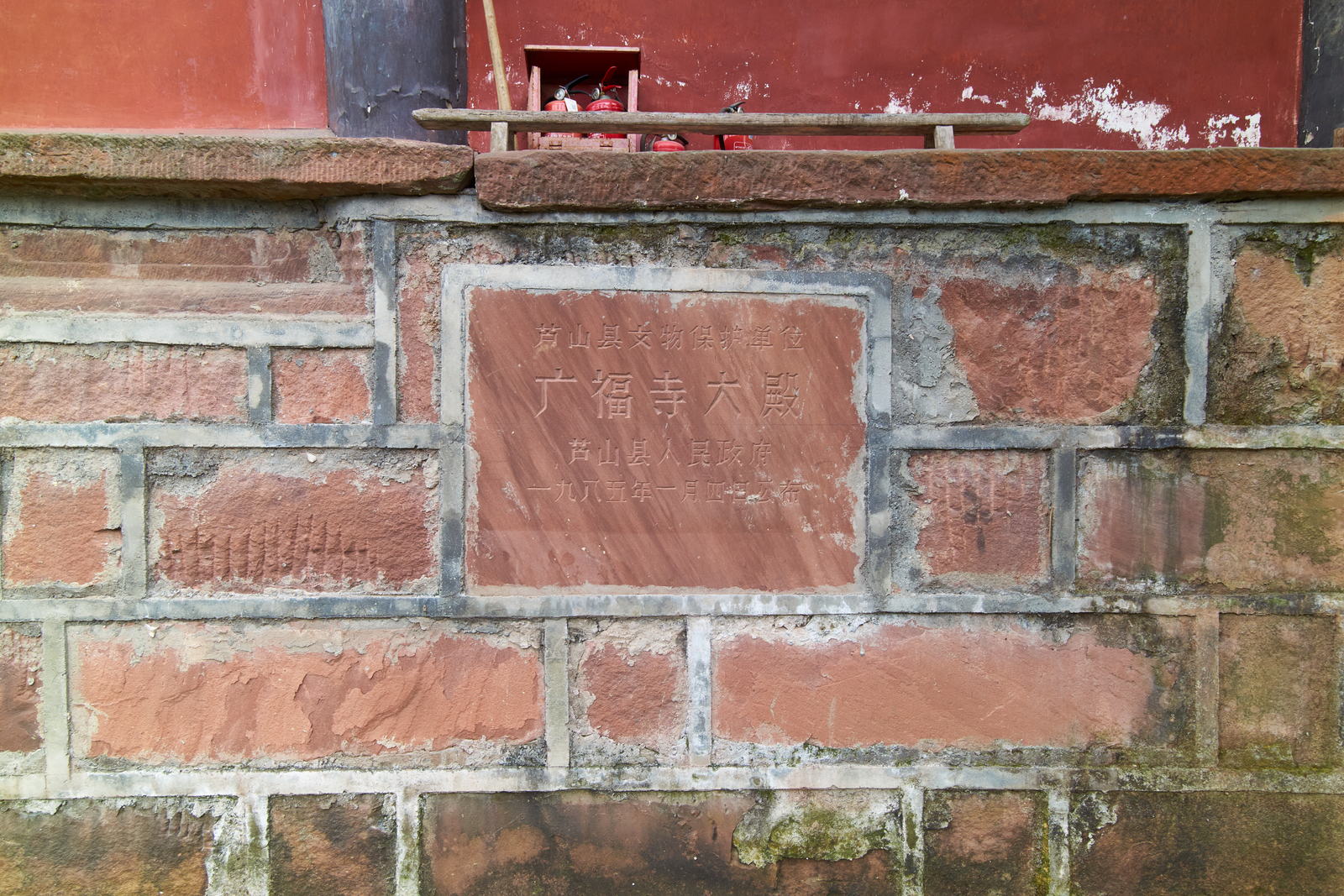
蘆山廣福寺大殿
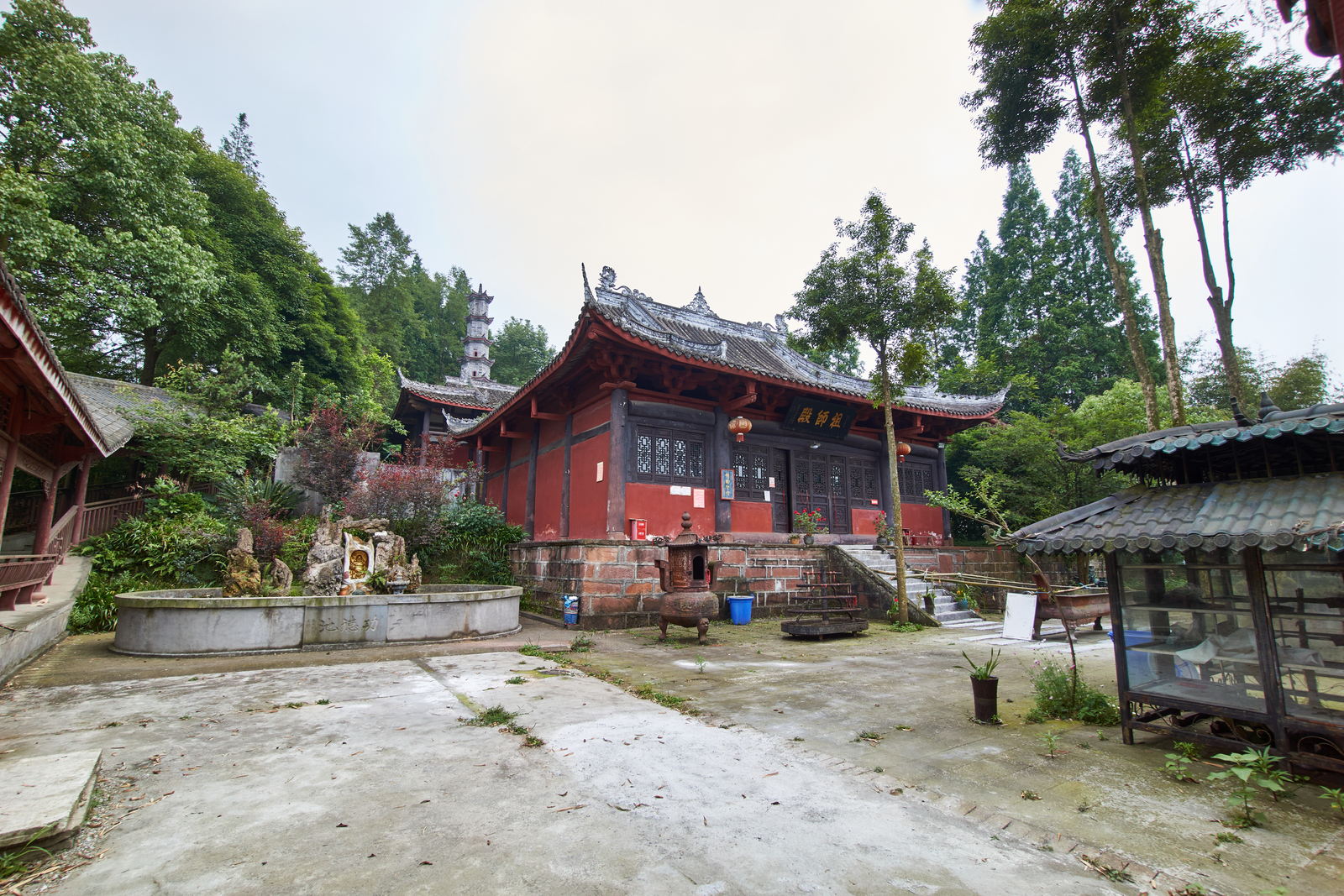
蘆山廣福寺大殿
蘆山廣福寺大殿
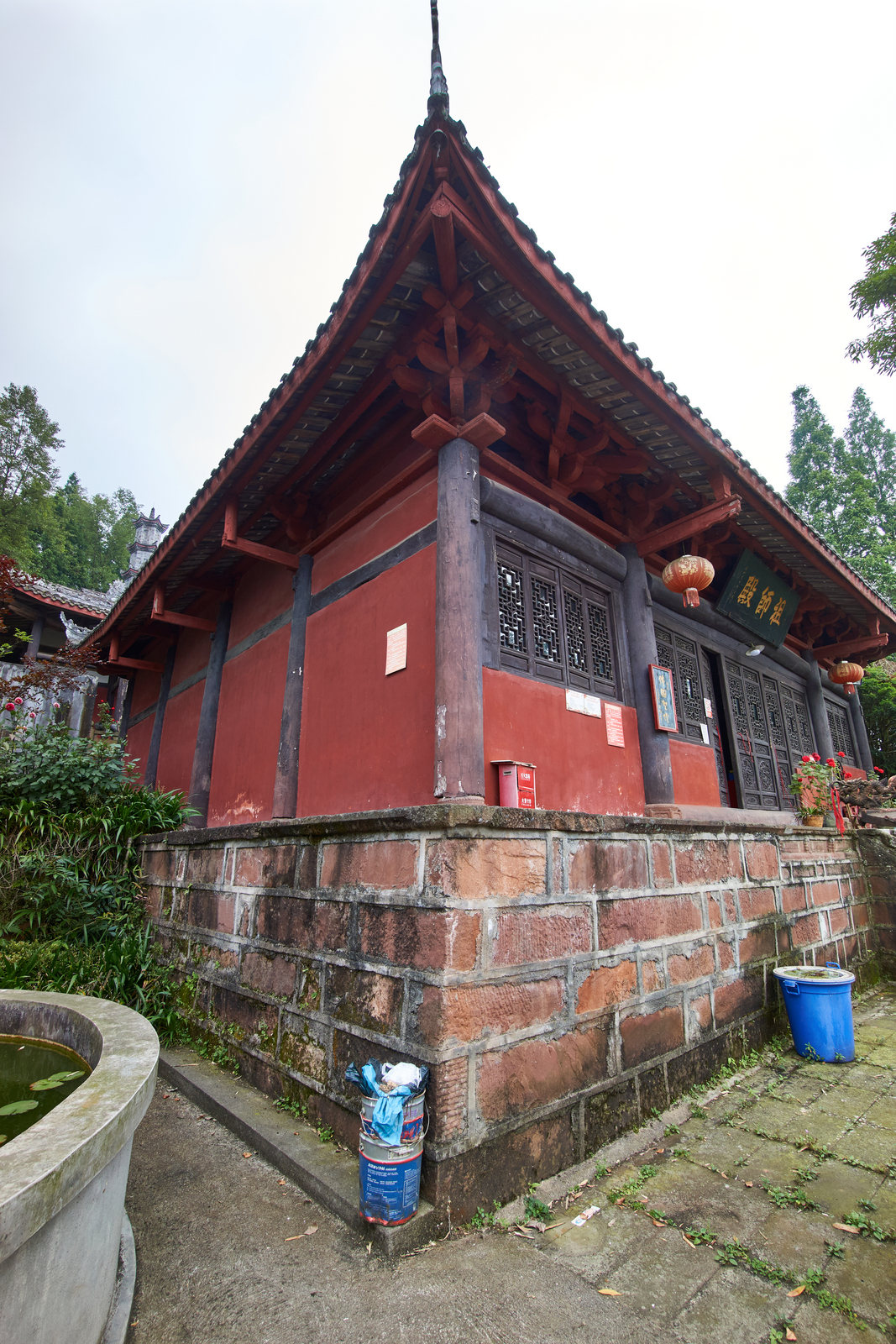
蘆山廣福寺大殿
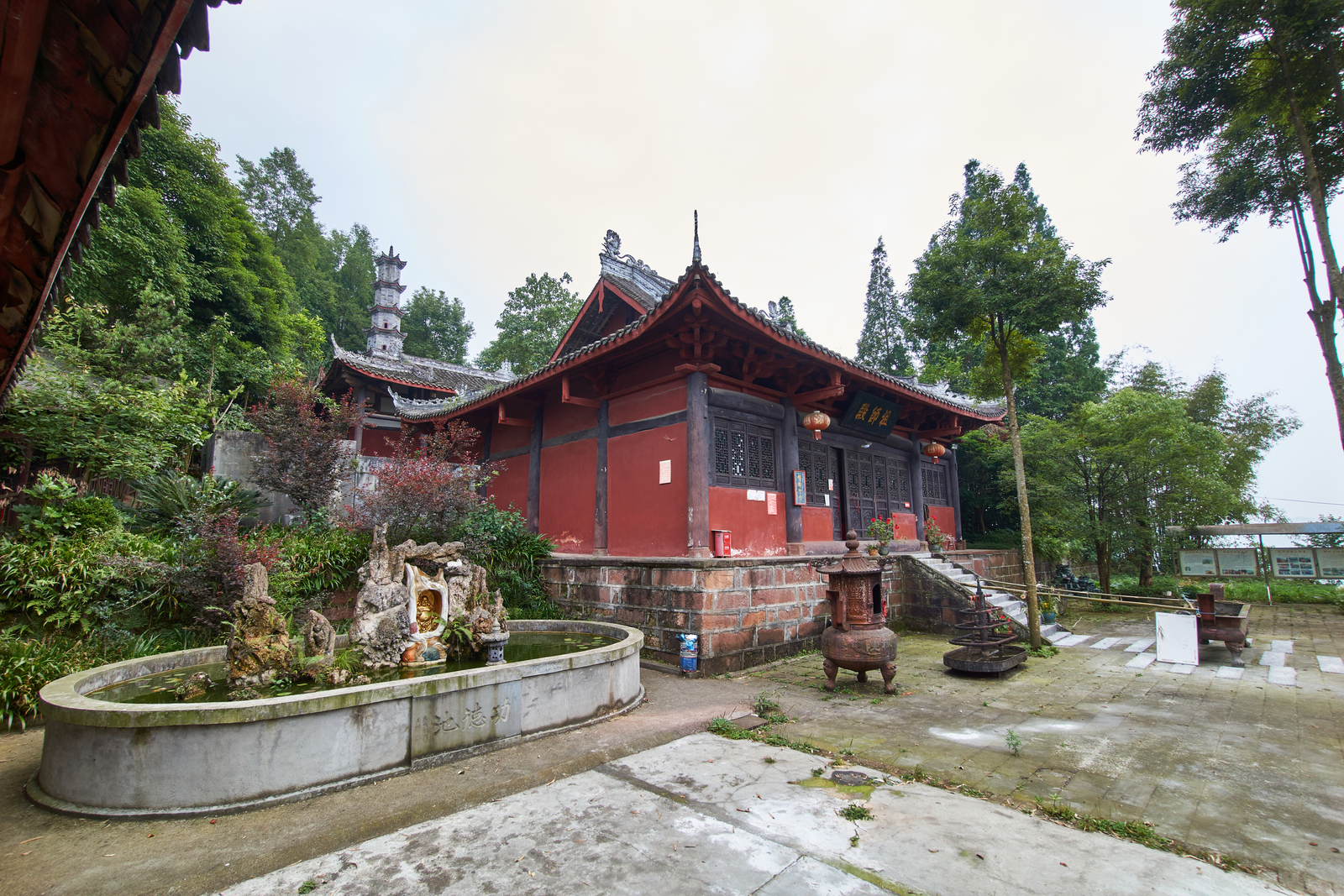
蘆山廣福寺大殿
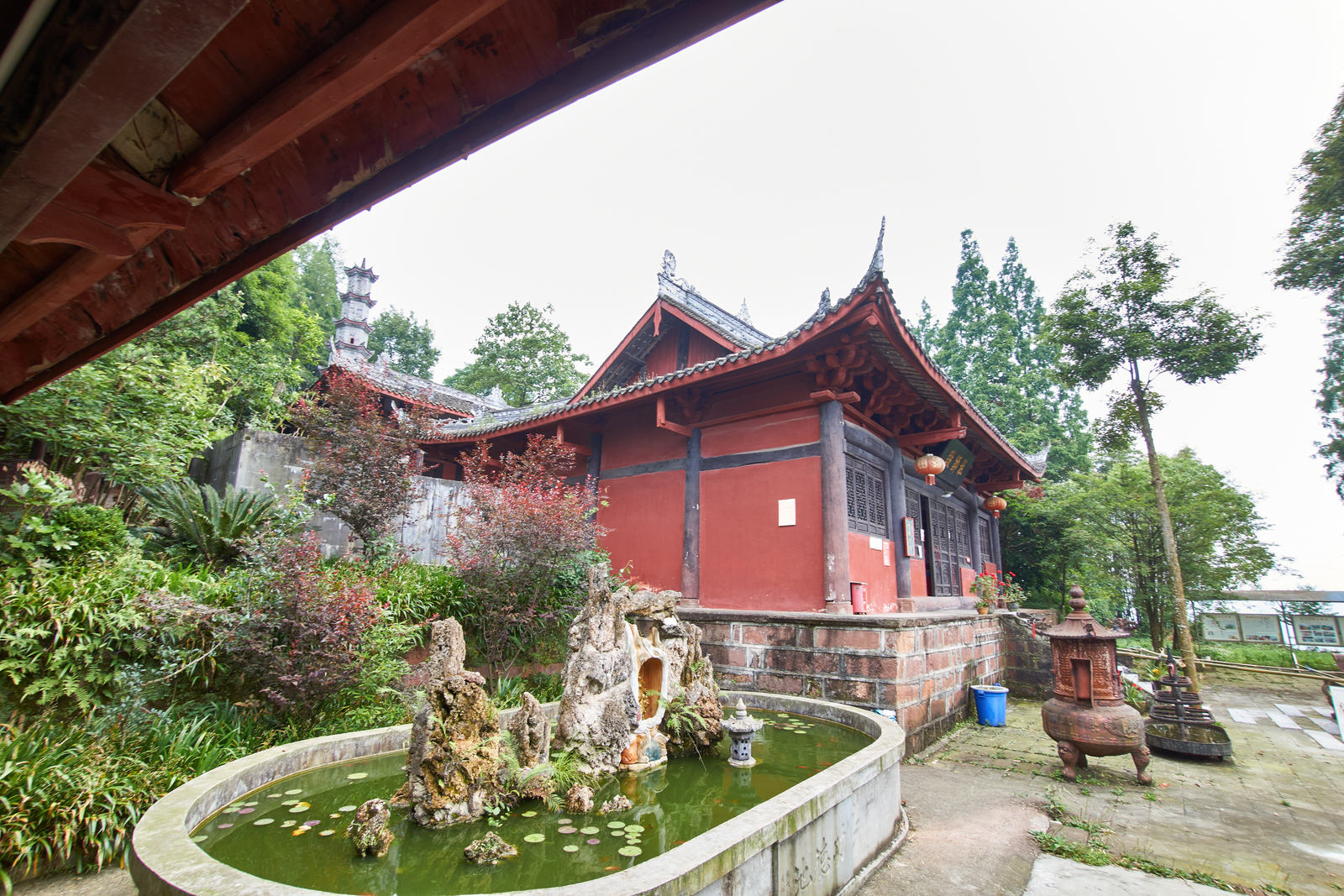
蘆山廣福寺大殿
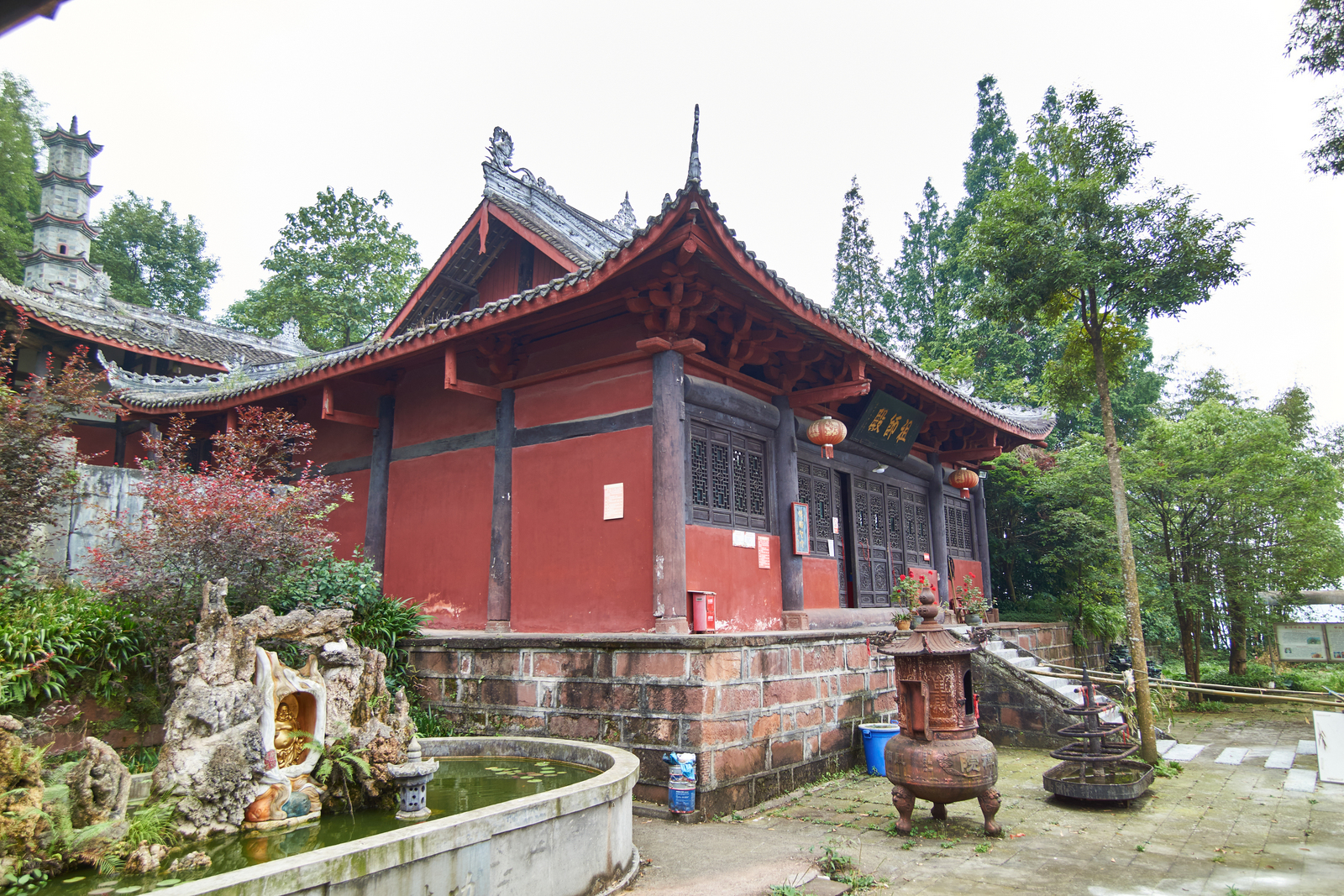
蘆山廣福寺大殿